# Poprock
Poprock is een muziekgenre dat elementen combineert van zowel pop- als rockmuziek. Nummers in dit genre kunnen worden herkend aan hun eenvoudige liedstructuur, pakkende melodieën, muzikale passages, het gebruik van elektrische gitaren en slaginstrumenten en een enigszins agressieve houding. De term werd oorspronkelijk gebruikt voor de vroege hits van The Beatles, alsook de muziek van artiesten zoals Michael Jackson, The Grass Roots, Gary Puckett & the Union Gap, The Buckinghams, R5 en Queen.
Ook surfrock wordt soms gezien als een type van poprock. Dit is een anachronisme, aangezien surfmuziek en rock in de jaren zestig als aparte muziekstijlen werden beschouwd.